# Culmann-Verfahren

Grafische Gleitflächenneigungsbestimmung nach Cullmann im Grundbau

Das Culmann-Verfahren (oft auch Vierkräfteverfahren genannt) ist ein zeichnerisches Verfahren zur Lösung von Problemen der Statik. 
Der Name geht auf den Pfälzer Bauingenieur Karl Culmann (1821–1881) zurück. Dieser hatte es sich zum Lebenswerk gemacht, zeichnerische Verfahren zu entwickeln, um die Dimensionen von Balken in Fachwerken ermitteln zu können. Um das Culmann-Verfahren anwenden zu können, benötigt man vier Kräfte, deren Richtungen bekannt sind, zusätzlich muss mindestens die Größe einer dieser Kräfte bekannt sein. Das Culmann-Verfahren basiert auf dem Drei-Kräfte-Verfahren, dient jedoch dazu, dieses zu erweitern und zu vereinfachen. 

## Beispiel
| Im Beispiel ermitteln wir die Kräfte, die auf einen „Dachaufzug“ wirken. Dies ist möglich, weil nur 3 Kräfte ({\displaystyle F_{Z}}, {\displaystyle F_{A}}, {\displaystyle F_{B}}) (deren Richtungen bekannt sind) zu ermitteln sind und die 4. Kraft ({\displaystyle F_{g}}) komplett bekannt ist. |
| Zunächst muss die Baugruppe freigestellt werden. Der Trageschlitten wird mit einem Seil nach oben gezogen, mit dem tragenden Gestell ist der Schlitten mit 2 Rädern verbunden. Es sind somit alle Richtungen der Kräfte bekannt, daher kann man das Culmann-Verfahren anwenden. Zur Erläuterung: Kräfte in Rädern wirken stets senkrecht zum Untergrund (falls {\displaystyle \alpha } 70° beträgt, wären die Kräfte {\displaystyle F_{A}} und {\displaystyle F_{B}} im Winkel -20° relativ zum Untergrund anzunehmen). Die Kraft im Seil kann nur in Seilrichtung wirken, d. h. ~70° relativ zum Untergrund. |
| Wie beim Drei-Kräfte-Verfahren können auch hier zwei Kräfte durch eine resultierende Kraft ersetzt werden. Jetzt kommt jedoch der Umstand dazu, dass sich die Kräfte aufheben müssen (sich zu Null addieren). Somit müssen bei vier Kräften die resultierenden Kräfte vektoriell auf derselben Wirkungslinie liegen, jedoch entgegengesetzt wirken. In diesem Beispiel muss also die resultierende Culmannsche Gerade durch die Punkte I und II gehen (Schnittpunkte der jeweiligen Kräftepaare). |
| Nachdem die Culmann-Gerade auf der einen Seite ermittelt wurde, kann diese auf die andere Seite übertragen werden und per Parallelverschiebung können die beiden restlichen Kräfte ermittelt werden. |

### Die einfache Methode

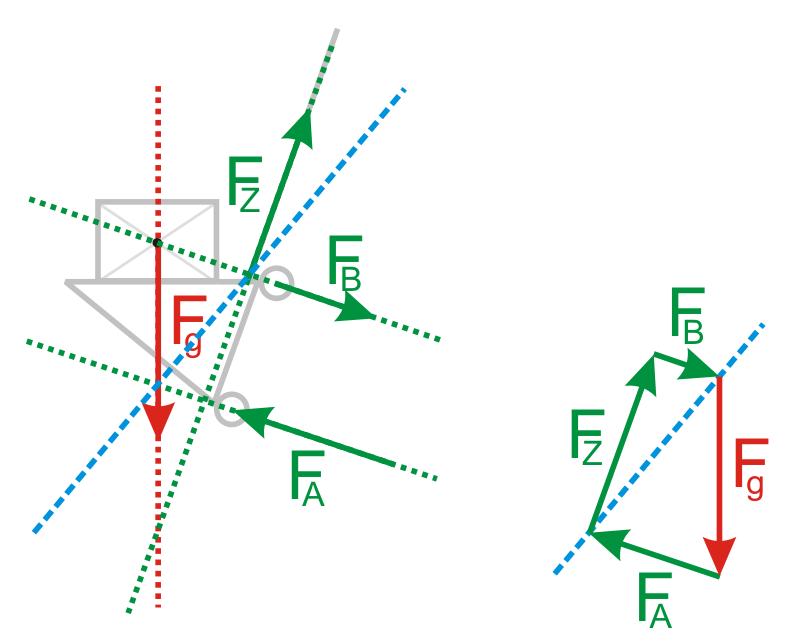
Im Kräfteplan lässt sich die Culmanngerade auch einfacher ermitteln.

Man kann auch sofort die Culmann-Gerade aus dem Lageplan (links) in den Kräfteplan parallel verschieben und somit das Krafteck ermitteln.